# عبد الله بن عمر بن عبد العزيز
عبد الله بن عمر بن عبد العزيز أمير أموي، وابن الخليفة عمر بن عبد العزيز (717-720). 
حكم العراق فترةً وجيزة في عهد يزيد بن الوليد في 744-745. تمكن من المتمردين الموالين عبدالله بن معاوية في الكوفة، على الرغم من أن ابن معاوية تمكن من الفرار إلى إصطخر في بلاد فارس وفيما بعد ثار عبد الله بن عمر بن عبد العزيز على مروان بن محمد وبعث مروان جيشا بقيادة النضر بن سعيد الحرشي الهوازني فاصطدم به ودارت بين القوتين معارك هي أقرب للمناوشات الخفيفة ولم تؤدي إلى نتيجة حاسمة وظهرت مشكلة أكبر وأكثر خطراً تمثلت في الخوارج وانهمك مروان الثاني وترك أمر عبد الله بن عمر.